# Bahía Huevo
Bahía Huevo är en vik i Argentina.   Den ligger i provinsen Chubut, i den södra delen av landet, 1 300 kilometer sydväst om huvudstaden Buenos Aires.
Omgivningarna runt Bahía Huevo är i huvudsak ett öppet busklandskap.